# Concierto para piano (Jachaturián)
El Concierto para piano en re bemol mayor, op. 38, de Aram Jachaturián fue compuesto en 1936 y estrenado en Moscú el 12 de julio de 1937 por Lev Oborin con dirección de Lev Steinberg.

## Estructura
La pieza tiene una duración aproximada de poco más de treinta minutos y está dividida en tres movimientos:
1. Allegro ma non troppo e maestoso
2. Andante con anima
3. Allegro brillante

El primer movimiento está escrito en forma sonata. Luego de unos pocos compases introductorios en la orquesta, el piano introduce en octavas el tema principal. El segundo tema, de carácter elegíaco, es expuesto por el oboe y luego reexpuesto por el piano sin acompañamiento orquestal.

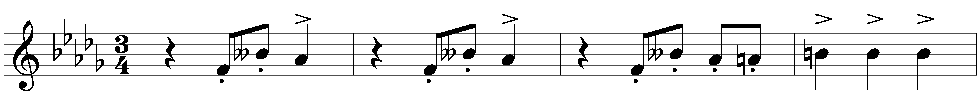
Tema principal del primer movimiento.

En el segundo movimiento destaca el uso del flexatono, que a veces es sustituido por un vibráfono. En este movimiento el piano introduce una melodía adaptada de una canción popular del Cáucaso.